# باولو دي تشيليي
باولو دي تشيليي (بالإيطالية: Paolo De Ceglie)‏ لاعب كرة قدم إيطالي يلعب حاليا لصالح نادي الدرجة الأولى يوفنتوس الإيطالي منذ 2008 في مركز الجناح الأيسر .

## روابط خارجية
- باولو دي تشيليي على موقع الاتحاد الدولي (مؤرشف)  (الإنجليزية)
- باولو دي تشيليي على موقع الاتحاد الأوربي (الإنجليزية)
- باولو دي تشيليي على موقع قاعدة بيانات كرة القدم.إي يو (الإنجليزية)
- باولو دي تشيليي على موقع بيانات كرة القدم. دي إي (الألمانية)
- باولو دي تشيليي على موقع Soccerway.com (الإنجليزية)
- باولو دي تشيليي على موقع عالم كرة القدم.نت (الإنجليزية)
- باولو دي تشيليي على موقع كووورة
- باولو دي تشيليي على موقع أوليمبيديا (الإنجليزية)
- باولو دي تشيليي على موقع AS.com (الإسبانية)